# エミリー・ベッドウェル
エミリー・ベッドウェル（Emilie Bydwell、1985年8月31日 - ）は、アメリカ合衆国の女子ラグビー指導者、元ラグビー選手。現在7人制女子アメリカ代表のヘッドコーチを務めている。

## プロフィール
- カナダ・トロント出身[1]。
- 現役時代のポジションはセンター(CTB)。
- 身長 178cm、体重 65kg
- レズビアンである[2]。

## 略歴
現役時代、女子アメリカ合衆国代表に選ばれて2010年女子W杯・2014年女子W杯の女子アメリカ合衆国代表に選ばれた。
2015年、現役引退後、シアトルアタヴス、サンティアゴサーファーのコーチを歴任して2021年、7人制女子アメリカ代表のヘッドコーチに就任。
2024年、2024パリ五輪の7人制女子アメリカ代表ヘッドコーチとして銅メダル獲得に貢献。